# Ermita de San Isidro (Castellón de la Plana)
La ermita de San Isidro, ubicada en el camino viejo del mar, en la partida de Censal, que tiene su origen en el Caminàs dirección Grao de Castellón, en Castellón de la Plana, en la comarca de la Plana Alta, es un conjunto catalogado, de manera genérica, como Bien de Relevancia Local, según la Disposición Adicional Quinta de la Ley 5/2007, de 9 de febrero, de la Generalitat, de modificación de la Ley 4/1998, de 11 de junio, del Patrimonio Cultural Valenciano (DOCV Núm. 5.449 / 13/02/2007), con código: 12.05.040-004.

## Historia
El conocido como Caminás, es uno de los muchos caminos rurales que tejen la red existente en la huerta de Castellón. Es una vía, de una remota antigüedad, posiblemente de la época de dominación romana, que discurre paralela a la costa atravesando el municipio de norte a sur, dando lugar a numerosas bifurcaciones.
A lo largo del Caminás, con el discurrir del tiempo, y sobre todo a partir de la época medieval, van edificándose alquerías que poco a poco acaban transformados en poblados, como ocurrió con el conocido como el Fadrell, asentamiento que llegó a tener cierta importancia antes y después de la Reconquista. De la misma manera, tras la reconquista a lo largo de este camino, y en sus inmediaciones surgen una serie de ermitas que eran la forma de honrar a los santos de su devoción y solicitar su protección, por parte de los agricultores de la zona. 
Pese a su sencillez arquitectónica, las ermitas del Caminás, suelen presentar una mayor complejidad de elementos y, con frecuencia, en ornamentación y objetos de culto, los cuales alcanzan en ocasiones un inusitado valor, quizás manifestación de la riqueza de la sociedad que se desarrollaba en estas ricas y fértiles tierras.
Forman parte de estas ermitas: Ermita de San Francisco de la Font, Ermita de San Isidro, Ermita de San Jaime de Fadrell, Ermita de San José del Censal, Ermita de San Roque de Canet, Ermita de la Font de la Salud, y relacionadas con todas ella cabría señalar la de la Magdalena y la Basílica del Lledó, ambas de una gran relevancia.
El inicio de la construcción de la ermita está en una donación realizada, en 1628 por parte de un agricultor de la zona, Antonio Castell, de los terrenos donde se asienta la ermita, a la Cofradía de Labradores, con la intención de que en ellos se elevara una ermita dedicada a los santos Isidro y Pedro. Esta donación se vio enriquecida por otras aportaciones de vecinos de la zona como la realizada por la doncella Úrsula Mas. Así, se comienzan las obras de la primera ermita el 10 de junio de 1630 (aunque algunos autores hablan de 1631) y se finalizaron en 1644.
A lo largo de la historia ha sufrido diversas intervenciones, muchas relacionadas con su uso. Así, tras haber sido utilizada como hospital durante la epidemia de cólera de 1885, en el año 1892 se rehabilitó paras volver a utilizarse como lugar de culto. En 1972 fue cedida a las Entidades Agrarias de la ciudad, lo que ayudó a una nueva restauración que le permitió alcanzar un perfecto estado de conservación.

## Descripción
El conjunto está formado no solo por el templo, sino también por una zona ajardinada y arbolada, que se extiende a su alrededor, así como un pozo que presenta con brocal de piedra, todo ello dentro de una zona amurallada por un pequeño muro de piedra y tela metálica.
La ermita presenta una fachada amplia (en parte debido a que se apoya en los primeros contrafuertes laterales del edificio) rematada con una espadaña con hueco para una sola campaña y terminada en un cruz de forja. Además presenta porche previo, muy abierto, sujeto tan solo por cuatro finos pilares en la parte más externa, sobre los que reposa la cubierta, de una sola agua (a diferencia de la cubierta del resto de la ermita que es a dos aguas) y rematada en teja. Protegida por este porche se abre la sencilla puerta de acceso al templo, en forma de arco de medio punto, con lápidas de piedra y poyos corridos a ambos lados de la misma. El conjunto se complementa con la anexa casa del ermitaño.
Por su parte interiormente se puede destacar junto a ciertos elementos góticos (poco comunes en las ermitas de la zona de Castellón), otros más al uso de la zona. Presenta planta de nave única dividida en tres crujías y presbiterio (que resulta uno de los elementos más llamativos del edificio. De forma rectangular y de menor altura que el resto de la nave, y al que se accede a través de un arco triunfal apoyado en pilastras adosadas y cubierto con bóveda de tracería, con florón central con imagen del santo de la advocación, San Isidro.) todo ello cubierto con techumbre de madera soportada por arcos fajones, con doble vertiente.
Desde un punto de vista artístico, el elemento interior más destacable es el retablo datado de 1652 (donado por Francisco Mercer Mas en 1672) y obra de un escultor valenciano, Antonio López (contratado por el prior y el procurador de la “Casa i Ermita de San Isidro y San Pedro). En un primer momento en el retablo podía contemplarse un cuadro (anónimo) del siglo XVII que representaba a los santos titulares del templo, San Isidro labrador y San Pedro. Otro lienzo de la época, atribuido a Urbano Fos es el que representa a San Miguel y San Roque. Para su protección durante el conflicto bélico del 36, los cuadros se llevaron a la Concatedral de Santa María, donde todavía permanecen en su museo.

## Fiesta
Las fiestas que se protagonizan en esta ermita se centran en la festividad de San Isidro Labrador, el 15 de mayo, y están organizadas por las entidades agrícolas de la zona, consistiendo fundamentalmente en un oficio religioso solemne, el canto de Gozos al santo, bendición de los campos, y diversos actos de carácter más popular, como el “porrat”….
Vuelve a haber fiesta en la ermita durante los días entre el 4 y el 12 de octubre.